# Campoplex nigrifemur
Campoplex nigrifemur là một loài tò vò trong họ Ichneumonidae.